# Fístula de Cimino

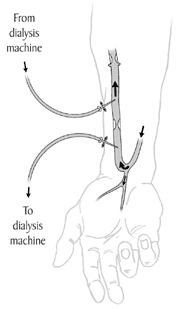
Uma fístula arteriovenosa.

Uma fístula de Cimino, também conhecida como fístula de Cimino-Brescia,  fístula arteriovenosa criada cirurgicamente, e (em menor precisão) fístula arteriovenosa (muitas vezes abreviada como fistula AV ou FAV), é um tipo de acesso vascular para a hemodiálise. É tipicamente uma conexão criada cirurgicamente entre uma artéria e uma veia do braço, embora tenha havido fístulas arteriovenosas adquiridas que, de fato, não demonstram conexão com uma artéria.